# Рове (Војник)
Рове (словен. Rove) је насељено место у општини Војник, Савињска регија, Словенија.

## Историја
До територијалне реорганизације у Словенији био је у саставу старе општине Цеље.

## Становништво
У попису становништва из 2011. године, Рове је имао 121 становника.
| Број становника према пописима | Број становника према пописима | Број становника према пописима |
| ------------------------------ | ------------------------------ | ------------------------------ |
| 1991                           | 2002                           | 2011                           |
| 98                             | 107                            | 121                            |

Напомена: Године 2000. смањен за део насеља из којег је, заједно са деловима издвојеним из насеља Иловац и Франколово, настало ново самостално насеље Дедни врх при Војнику.